# František Karel Pacholík
František Karel Pacholík (3. února 1883 Paseky nad Jizerou – 2. května 1978 Paseky nad Jizerou) byl český lidový vypravěč a písmák.

## Biografie
Narodil se v Pasekách nad Jizerou, v místní části Havírna. Vyučil se zedníkem a ševcem, ale u těchto řemesel nezůstal, po celý život se věnoval textilní výrobě, ale také bylinkářství, tkalcování, navlékání korálů a ve svém domě 10 let provozoval mateřskou školu. Byl také talentovaným vypravěčem, jeho nadání a tvorby si všimly po jeho sedmdesátce Amálie Kutinová a Marie Kubátová. Jeho vyprávění zařadily do svých publikací. V novém tisíciletí se Pacholíkovy záznamy (dochované v pozůstalosti v 53 sešitech A5) dočkaly samostatného vydání.

## Dílo
Pacholíkova vyprávění s mnoha prvky podkrkonošského nářečí (tzv. poudačky) vyšla nejprve ve sbírkách A. Kutinové a M. Kubátové Vo hajnech a pytlákách, Muzikantské řemeslo, Muzikantský řemeslo a devatero jinejch, Tucet Krakonošovejch pobočníků a Krakonošův rok. Po roce 2010 vyšly u libereckého nakladatelství Bor tyto knihy, kde nalezneme pouze Pacholíkovy texty:
Poudačky a vhačky (2011)
Drobečky z pobejtek (2015)
Všelijaký poudání (2019).